# Bellusaurus
Bellusaurus (có nghĩa là "thằn lằn đẹp", từ tiếng Latin bellus 'đẹp' (giống đực) và tiếng Hy Lạp cổ đại sauros 'thằn lằn') là một chi khủng long nhỏ, cổ ngắn, từ Trung Jura chiều dài khoảng 4,8 mét (16 ft). Hóa thạch của nó được tìm thấy trong tầng đá của thành hệ Shishugou ở phía đông bắc lưu vực sông Junggar ở Trung Quốc.